# FREMM osztály
A FREMM osztály (franciául: Frégate européenne multi-mission, olaszul: Fregata europea multi-missione) francia–olasz fejlesztésű többcélú, modern rakétahordozó fregatt, melyet a DCNS/Armaris és a Fincantieri tervezett a francia és az olasz haditengerészeteknek. Az osztály első hajóegysége az Aquitaine 2012 novemberében állt szolgálatba a francia haditengerészetnél, ahol mint Aquitaine osztály, az olasz tengerészetnél pedig mint Bergamini osztály. Utóbbiban két változat lett kifejlesztve. Az egyik általános célú fregatt, a másik tengeralattjáró-elhárítási feladatokra lett optimalizálva, a francia hajók légvédelmi feladatkört is elláthatnak. Jelenleg egyetlen országnak, Marokkónak lett exportálva, mely 2014-ben állt szolgálatba.
Mindkét fejlesztő ország nyolc-nyolc egységet tervez építeni, leváltva velük a francia Georges Leygues és Cassard, valamint az olasz Lupo és Maestrale osztályokat.

## Hajóegységek
| Név                                         | Sorozatszám | Gyártó                    | Gerincfektetés     | Vízre bocsátás       | Szolgálatba állás  | Tartalékba helyezés | Hadrendből kivonás | Honi kikötő    | Státusz |
| ------------------------------------------- | ----------- | ------------------------- | ------------------ | -------------------- | ------------------ | ------------------- | ------------------ | -------------- | ------- |
| Francia Haditengerészet (Aquitaine osztály) |             |                           |                    |                      |                    |                     |                    |                |         |
| Aquitaine                                   | D650        | DCNS/ Armaris Fincantieri | 2007. március 16.  | 2010. április 29.    | 2012. november 23. |                     |                    | Brest          | aktív   |
| Normandie                                   | D651        | DCNS/ Armaris Fincantieri | 2009. október 8.   | 2012. október 18.    | 2014. május        |                     |                    | Brest          | aktív   |
| Provence                                    | D652        | DCNS/ Armaris Fincantieri | 2010. december 15. | –                    | 2015. május        |                     |                    | Toulon         | –       |
| Languedoc                                   | D653        | DCNS/ Armaris Fincantieri | 2011. november 30. | –                    | 2016. január       |                     |                    | Toulon         | –       |
| Auvergne                                    | D654        | DCNS/ Armaris Fincantieri | 2012               | –                    | 2016. december     |                     |                    | Toulon         | –       |
| Alsace                                      | D655        | DCNS/ Armaris Fincantieri | 2013               | –                    | 2017. szeptember   |                     |                    | Toulon         | –       |
| Bretagne                                    | D656        | DCNS/ Armaris Fincantieri | –                  | –                    | 2018. június       |                     |                    | Brest          | –       |
| Lorraine                                    | D657        | DCNS/ Armaris Fincantieri | –                  | –                    | 2019. május        |                     |                    | Brest          | –       |
| Marokkói Haditengerészet                    |             |                           |                    |                      |                    |                     |                    |                |         |
| Mohammed VI                                 | 701         | DCNS/ Armaris Fincantieri | 2008               | 2011. szeptember 14. | 2014. január 30.   |                     |                    | Ksar es-Seghir | aktív   |
| Olasz Haditengerészet (Bergamini osztály)   |             |                           |                    |                      |                    |                     |                    |                |         |
| Carlo Bergamini                             | F590        | DCNS/ Armaris Fincantieri | 2008. február 4.   | 2011. július 16.     | 2013. május 29.    |                     |                    | La Spezia      | aktív   |
| Virginio Fasan                              | F591        | DCNS/ Armaris Fincantieri | 2009. május 12.    | 2012. március 31.    | 2013. december 19. |                     |                    | La Spezia      | aktív   |
| Carlo Margottini                            | F592        | DCNS/ Armaris Fincantieri | 2010. április 21.  | 2013. június 29.     | 2014. február 27.  |                     |                    | La Spezia      | aktív   |
| Carabiniere                                 | F593        | DCNS/ Armaris Fincantieri | 2011. április 6.   | 2014. március 29.    | 2015. február      |                     |                    | La Spezia      | –       |
| Alpino                                      | F594        | DCNS/ Armaris Fincantieri | 2012. február 23.  |                      | 2016. február      |                     |                    |                | –       |
| Luigi Rizzo                                 | F595        | DCNS/ Armaris Fincantieri | 2013. március 5.   | –                    | 2017. február      |                     |                    |                | –       |
| Federico Martinengo                         | F596        | DCNS/ Armaris Fincantieri | 2014. június 5.    | –                    | –                  |                     |                    |                | –       |
| (F597)                                      | F597        | DCNS/ Armaris Fincantieri | -                  | –                    | –                  |                     |                    |                | –       |

## Fordítás
- Ez a szócikk részben vagy egészben  a   FREMM multipurpose frigate című angol Wikipédia-szócikk ezen változatának fordításán alapul.  Az eredeti cikk szerkesztőit annak laptörténete sorolja fel. Ez a jelzés csupán a megfogalmazás eredetét és a szerzői jogokat jelzi, nem szolgál a cikkben szereplő információk forrásmegjelöléseként.